# Funkcja Boussinesqa
Funkcja Boussinesqa (ang. Boussinesq function) – funkcja specjalna, powiązana z funkcjami eliptycznymi, spotykana w hydrodynamice podziemnej.

## Nomenklatura
W literaturze znaleźć można rozmaite oznaczenia funkcji Boussinesqa. Najczęściej spotykane są:
{\displaystyle Bq(s),}
{\displaystyle B(s),}
{\displaystyle F(s).}

## Definicja
Funkcja Boussinesqa {\displaystyle B(s)} stanowi funkcję odwrotną w stosunku do funkcji {\displaystyle s(B)} zdefiniowanej w sposób:
{\displaystyle s(B)\ {\stackrel {\mathrm {df} }{=}}\ {\frac {1}{\alpha }}\int \limits _{0}^{B}{\frac {\xi }{\sqrt {1-\xi ^{3}}}}\ d\xi ,\quad s\leqslant 0,\quad F\leqslant 1,}
gdzie {\displaystyle \alpha } jest stałą określoną jako:
{\displaystyle \alpha \ {\stackrel {\mathrm {df} }{=}}\int \limits _{0}^{1}{\frac {\xi }{\sqrt {1-\xi ^{3}}}}\ d\xi ={\frac {{\sqrt {\pi }}\ \Gamma (2/3)}{\Gamma (7/6)}}\simeq 0{,}862,}
a {\displaystyle \Gamma (\xi )} jest funkcją Eulera.

## Własności
Funkcja Boussinesqa jest funkcją specjalną, powiązaną z funkcjami eliptycznymi.
Funkcja Boussinesqa stanowi rozwiązanie nieliniowego równania różniczkowego:
{\displaystyle {\frac {d^{2}\Phi ^{2}(x)}{dx^{2}}}+\lambda ^{2}\Phi (x)=0}
Boussinesq podał rozwiązanie tego równania w postaci:
{\displaystyle \Phi (x)=AB\left({\frac {\lambda x}{\alpha {\sqrt {3A}}}}+{\frac {C}{\alpha }}\right),}
gdzie {\displaystyle B(\dots )} jest funkcją Boussinesqa, a {\displaystyle A} oraz {\displaystyle C} są stałymi całkowania.

## Zastosowania
Funkcja Boussinesqa pojawia się przy rozwiązywaniu niestacjonarnego, jednowymiarowego równania Boussinesqa metodą Fouriera. Równanie to opisuje zmiany kształtu powierzchni freatycznej (powierzchni oddzielającej obszar zawodnionego ośrodka porowatego od obszaru suchego) pod wpływem czynników zewnętrznych.

## Literatura
- Boussinesq J., (1903): Reserches théoretiques sur l’écoulement des nappes d’eau infiltrées dans le sol et sur débit de sources, Comptes Rendus H. Acad. Sci., June 2003, s. 5–78, 363–394.
- Boussinesq J., (1904): idem, Journal de Mathematiques Pures et Appliques, 10, s. 5–78.
- Bear J., (1972): Dynamics of Fluids in Porous Media, American Elsevier, New York.